# Podwójne życie (film 2000)
Podwójne życie (ang. Auggie Rose) – amerykański film dramatyczny z 2000 roku oparty na scenariuszu i reżyserii Matthew Tabaka. Wyprodukowany przez wytwórnię Franchise Pictures i Persistent Entertainment.
Premiera filmu miała miejsce 14 maja 2000 roku we Francji.

## Opis fabuły
John Nolan (Jeff Goldblum) to zamożny agent ubezpieczeniowy, który pewnego dnia staje się przypadkowym świadkiem napadu na sklep. W napadzie na sklep ginie nowo zatrudniony sprzedawca, były kryminalista Auggie Rose (Kim Coates), który dwa tygodnie wcześniej wyszedł z więzienia, w którym spędził dwadzieścia lat. Obwiniając się za tę śmierć, John próbuje odszukać krewnych Rose'a i poznać jego życie.

## Obsada
Źródło: Filmweb
- Anne Heche jako Lucy Brown
- Jeff Goldblum jako John C. Nolan
- Richard Gilbert-Hill jako Woods
- Casey Biggs jako Carl
- Paige Moss jako Noreen
- Kim Coates jako Auggie
- Richard T. Jones jako Decker
- Joe Santos jako Emanuel
- Timothy Olyphant jako Roy Mason
- Nancy Travis jako Carol
- Michael Chieffo jako pan Williams
- Tony Genaro jako Romeo

i inni